# 日本弁理士政治連盟
日本弁理士政治連盟（にほんべんりしせいじれんめい、英語名称：Political Federation of Japan Patent Attorney）は日本弁理士会と連携した政治団体であり、弁理士制度および知的財産制度の発展に寄与すべく組織された（規約3条）。
日本弁理士政治連盟の略称は弁政連であるが、日本弁護士政治連盟の略称も同様に弁政連である。

## 概略
日本弁理士会は弁理士法により設立された法人であり、公益性が高いことから、日本弁理士会が直接、政治活動を行うことは好ましいものではない。そこで、日本弁理士会と別個の任意団体である日本弁理士政治連盟が政治活動を担当している。日本弁理士政治連盟の会員は弁理士に限定される。
日本弁理士会に限られず、他士業であっても同様の趣旨で政治連盟を設立しており、具体例としては、日本弁護士政治連盟、日本司法書士政治連盟、日本行政書士政治連盟、日本税理士政治連盟などが挙げられる。
日本弁理士政治連盟は、与野党の国会議員を推薦している。

## 沿革
1974年1月30日に日本弁理士会の臨時総会で日本弁理士政治連盟を設立する決議が承認された。
1974年11月1日に設立総会が開催され、日本弁理士政治連盟が誕生した。

## 組織
日本弁理士政治連盟の機関として、総会、理事会、正副会長会などがある（規約8条）。
総会は定時総会及び臨時総会がある（規約17条）
役員は会長1人、筆頭副会長が1人である（規約8条）。会長及び筆頭副会長の任期は2年。副会長は、令和元年度は20人であり、令和4年度は21人である。令和5年度は24人である。副会長の人数に筆頭副会長は含まれていない。
理事については、規約8条が30名から80名と定める。令和元年度は72人であり、令和4年度は69人である。
顧問については、令和4年度は6人であり、令和5年度は5人である。
相談役については、令和4年度は16人であり、令和5年度は8人である。
慣例により、日本弁理士政治連盟の役員は、日本弁理士会の会長、副会長などを兼任しないが、例外もある。

### 会長
2016年（平成28年）3月より水野勝文弁理士が会長を務める。
2023年（令和５年）4月1日に、福田伸一令和4年度筆頭副会長が令和5年度会長に就任し、その後、継続している。

### 筆頭副会長
2023年（令和5年）4月1日から水野勝文氏。
2025年（令和7年）4月1日から鈴木一永氏。

## 機関誌
日本弁理士政治連盟の機関誌は弁政連フォーラムであり、毎月、発行されている。
従前、弁政連フォーラムは、月刊「パテント」に同封され、日本弁理士会の会員などに発送されていた。月刊「パテント」は、2022年1月号以降にデジタル形式のインターネット配信に変更されたことに伴って、弁政連フォーラムはJPAAジャーナルに同封され、日本弁理士会の会員に発送されるようになった。

## 行事
例年、日本弁理士会と共同して、新年賀詞交歓会、弁理士の日記念祝賀会を開催している。これらのイベントでは与野党の国会議員を招待する。
例年、5月下旬に定時総会を開催する。